# Bhávaná
Bhávaná je sanskrtské i pálijské slovo, které označuje buddhistickou praxi „kultivace mysli“. Do češtiny se obvykle překládá poněkud mlhavým termínem meditace. Dělí se na dva druhy:
- Rozvoj soustředění, tj. uklidnění mysli (samatha-bhávaná)
- Rozvoj vhledu, tj. moudrosti (vipassaná-bhávaná)

Soustředění uklidňuje mysl, očišťuje ji dočasně od poskvrn a je tak předpokladem vhledu do pravé podstaty skutečnosti, tj. do její pomíjivosti, neuspokojivosti a bezpodstatnosti. Tento intuitivní vhled pak vede k dosažení čtyř nadsvětských stezek (arija magga), které směřují k nirváně.
Techniky rozvoje soustředění lze nalézt i v mnoha jiných náboženstvích a spirituálních směrech, naproti tomu rozvoj vhledu je specificky buddhistický.
Bhávaná je jedním z Deseti záslužných činů.
Následující tabulka shrnuje několik nejpoužívanějších buddhistických meditačních technik:
| Typ meditace                         | Metoda                               | Vyhlazuje                              | Rozvíjí                                 |
| ------------------------------------ | ------------------------------------ | -------------------------------------- | --------------------------------------- |
| Samatha (meditace k uklidnění mysli) | Ánápána (pozornost věnovaná dýchání) | nesoustředěnost                        | soustředění                             |
| Samatha (meditace k uklidnění mysli) | Mettá bhávaná                        | nenávist a citová pouta                | milující laskavost                      |
| Samatha (meditace k uklidnění mysli) | Karuná bhávaná                       | krutost, sentimentální lítost a úzkost | soucit                                  |
| Samatha (meditace k uklidnění mysli) | Muditá bhávaná                       | nelibost a závist                      | nesobeckou radost                       |
| Samatha (meditace k uklidnění mysli) | Upekkhá bhávaná                      | apatickou lhostejnost                  | vyrovnanost a nestrannost               |
| Vipassaná (meditace vhledu)          | Rozjímání nad pomíjivostí            | žádostivost                            | vnitřní mír                             |
| Vipassaná (meditace vhledu)          | Rozjímání o šesti prvcích            | pýchu                                  | jasné chápání pravé povahy mysli a těla |
| Vipassaná (meditace vhledu)          | Rozjímání nad podmíněností           | nevědomost                             | moudrost                                |